# Рыбинский завод приборостроения
Акционерное общество «Рыбинский завод приборостроения» (АО «РЗП») — российское предприятие радиоэлектронного комплекса. Входит в контур управления АО "Концерн «Вега» Холдинга «Росэлектроника» Госкорпорации «Ростех». Специализируется на производстве бортовой радиоэлектронной аппаратуры, в том числе доплеровских измерителей скорости, угла сноса и пройденного пути самолётов и вертолётов всех модификаций, контрольно-измерительной аппаратуры, телеметрических систем сбора и обработки информации движущихся объектов. Офис и производство располагаются по адресу Ярославская область, город Рыбинск, проспект Серова, 89.

## История
Датой основания предприятия считается 14 июня 1951 года — день выхода приказа министра авиационной промышленности № 571, предписывающего строительство в городе Щербакове (название Рыбинска с 1946 по 1957 г.) нового завода № 664 площадью 50 тыс. м². Завод предназначался для производства радиолокационной аппаратуры.
В 1953 году на временных площадях завода был освоен выпуск первых изделий: тестера ТТ-1 (комбинированного электроизмерительного прибора), радар-тестера 31-И (унифицированного прибора для испытания и проверки радиоаппаратуры в лабораторных и полевых условиях).
В 1954 году, после переезда производства в новые корпуса, начался выпуск осциллографа 25-И (лабораторного прибора для разработки, отладки, проверки радиоаппаратуры). В номенклатуре появляются и более сложные изделия: «Стронций» — ультразвуковой тренажёр для тренировки экипажа самолёта Ту-4 в наземных условиях; двухлучевой электронный скоростной осциллограф ДЭСО-1.
В 1956 году на заводе начал работать цех по производству товаров широкого потребления, который выпускал продукцию гражданского назначения вплоть до расформирования в начале 2000-х годов. Первыми изделиями были конденсаторы переменной ёмкости для радиол «Волга» и «Жигули» производства Куйбышевского радиозавода. В 1957 году в торговую сеть поступили первые радиолы «Волга» собственного производства завода. Изделие выпускали серийно (до 60 тысяч в год) до 1963 года.
В 1957—1958 годах на предприятии освоено совершенно новое направление работы — производство бортового радиоэлектронного оборудования для самолётов: аппаратуры обеспечения управления полётом в командной радиолинии и КПА к ней.
Огромное значение в истории завода имеет освоение производства доплеровских измерителей скорости, угла сноса и пройденного пути (ДИСС) для летательных аппаратов, которое началось в 1960 году. В разное время завод выпускал изделия «Берег», Нас-1 «Трасса», ДИСС-3 «Стрела», ДИСС-7 «Поиск», ДИСС-013 «Мачта», ШО-13 «Горизонт», ДИСС-016 «Снос» блоки ДИСС-15, ДИСС-32. Доплеровские измерители РЗП устанавливались практически на все летательные аппараты генеральных конструкторов А. Н. Туполева, А. И. Микояна, П. О. Сухого, А. С. Яковлева, С. В. Ильюшина и др. Доплеровский измеритель ДИСС-15 применялся на вертолётах генеральных конструкторов М. Л. Миля и Н. И. Камова. С 1975 по 1985 г. завод своими силами провёл модернизацию изделий ДИСС-013, ДИСС-7, ДИСС-15, ДИСС-016, В-143, В-144, что позволило резко повысить надёжность данных изделий и снизить трудоёмкость их изготовления. С 1999 г. в сотрудничестве с НПО «Геофизика-НВ» проведена работа по адаптации индикаторных блоков ДИСС-15 и ДИСС-32 под систему ночного видения.
В 1964 году начинается выпуск блоков и узлов для телевизоров на печатных платах. В 1960—1980-е годы предприятие являлось основным поставщиком печатных плат для большинства телевизионных заводов страны.
Приказом Минрадиопрома № 160 от 24.03.1966 г. завод № 664 переименован в Рыбинский завод приборостроения.
В 1967—1968 годах открыта «космическая» страница в истории РЗП: освоен выпуск изделия «Планета-ДА-018» — аппаратуры для мягкой посадки космических кораблей на Луну.
В декабре 1969 года началась история сотрудничества РЗП со Звёздным городком и Центром подготовки космонавтов им. Ю. А. Гагарина. Завод выпускал пульты операторов связи, тренажёры для подготовки космонавтов, переговорные устройства для пресс-центра на Байконуре, моделирующие стенды для обучения работе со станцией «Мир» и космическим кораблём «Буран».
В 1971—1975 годах выпускаются блоки аппаратуры слепой посадки самолётов гражданской авиации «Нефрит».
В 1976 году предприятие награждено орденом Трудового Красного Знамени.
В 1978 году начат выпуск телеметрических систем.
В 1992 году на предприятии разработана «Программа конверсии» по освоению производства новых товаров гражданского назначения. В последующие годы выпускаются счётчики электрической энергии, ветроэлектрические установки, приборы контроля качества молочной продукции, установки для очистки и обеззараживания воды, электроника для снегоходов и автомобилей, медицинская техника, бытовая электроника, устройства для спутникового телевидения, приборы охранной сигнализации.
В 1998 году предприятием совместно с фирмой «Инсолар-Инвест» реализован проект котельной с использованием автоматизированной теплонасосной установки (АТНУ).
В 2000 году в рамках сотрудничества с НПК «Научно-исследовательский институт дальней радиосвязи» освоено производство радиолокационных систем космических измерений и радиопередающих устройств коротковолнового диапазона для загоризонтных радиолокационных станций.
В 2002 году началось производство оборудования для нефтегазовой промышленности: освоен выпуск пневматического привода со струйным двигателем ПСДС; пружинного протектора ПП-73.
В соответствии с указом Президента РФ № 569 от 28.04.2004 г. Рыбинский завод приборостроения вошел в состав ОАО «Концерн радиостроения „Вега“».
В 2004 году заводом изготовлены секции антенны малогабаритного бортового радиолокационного комплекса дистанционного зондирования Земли (разработки НИИ точных приборов). Устройство предназначалось для космических аппаратов гидрометеорологического и океанографического обеспечения «Метеор-3М».
В 2005 году завод развивает сотрудничество с ОАО «Российские космические системы» в части создания орбитальных бортовых систем и элементов конструкций космических аппаратов (приборов ЦА252, ША1152, ША1219).
В 2009 году совместно ООО «Апекс» предприятие начинает производство установок для выращивания кристаллов искусственного корунда лейкосапфира.
В 2011 году освоен выпуск светодиодных светильников для офисного, промышленного и уличного освещения.
В 2013 году инженерами предприятия выполнена опытно-конструкторская работа Разработка проектно-конструкторской документации передвижных участков обеззараживания медицинских отходов класса «Б» и «В».
В соответствии с Указом Президента РФ № 20 от 14.01.2014 Рыбинский завод приборостроения, в составе ОАО «Концерна радиостроения „Вега“», вошёл в состав Государственной корпорации «Ростехнологии» по содействию разработке, производству и экспорту высокотехнологичной промышленной продукции.
В 2017 году завершены опытно-конструкторские работы по изготовлению образца мобильной твердотельной рефракционной лазерной системы для коррекции зрения «OLIMP-2000/213».
В 2018 году выпущена первая книга по истории предприятия «Приборостроитель. Рыбинский завод приборостроения. Страницы истории».
В 2019 году на предприятии открыт экспозиционно-просветительский центр «Объединяя поколения».
В 2019 году АО «РЗП» реализован первый этап многономенклатурного проекта по серийному выпуску изделий из медицинского пластика, предназначенных для проведения лабораторных исследований; открыта ОКР по изготовлению стенда проверки автоматизированной системы удалённого технического контроля и энергомониторинга многоквартиных жилых домов; изготовлен первый опытный образец системы теплохладоснабжения зданий.

## Продукция и производственные возможности
АО «РЗП» является многономенклатурным предприятием, проводит опытно-конструкторские работы, активно расширяет линейку изделий гражданского назначения. Заводом запущено производство мобильной твердотельной рефракционной лазерной установки для коррекции зрения «OLIMP-2000/213», реализуется многономенклатурный проект по выпуску изделий из медицинского пластика. АО «РЗП» имеет все необходимые производственные мощности для серийного выпуска счётчиков учёта электрической энергии и светодиодных энергосберегающих светильников, автоматизированных систем теплохладоснабжения зданий, участвует в реализации Федеральной целевой программы «Исследования и разработки по приоритетным направлениям развития научно-технологического комплекса России на 2014—2020 годы».
Предприятие оснащено современным технологическим оборудованием, в производство внедрены прогрессивные технологические процессы. Высокий уровень профессиональной подготовки специалистов и производственных рабочих позволяет выпускать продукцию с высоким уровнем качества.
Завод располагает производственными мощностями и оборудованием в области литейного, пластмассового, механообрабатывающего, каркасно-сборочного, инструментального, сборочно-монтажного производства, владеет технологиями изготовления печатных плат, различных видов гальванических покрытий. В перечне уникальных технологических процессов, применяемых в производстве, необходимо отметить:
изготовление элементов волноводной распределительной системы, модулей антенно-фидерных устройств;
изготовление микроблоков специального применения по тонкоплёночной технологии;
наличие на заводе испытательного центра с возможностью воспроизведения реальных механических, климатических, акустических и других воздействий;
производство поверхностного монтажа печатных плат;
технология резки материалов, в том числе металлов, пластика, дерева, камня с применением водоабразивной обработки.

## Санкции
19 октября 2022 года, на фоне нападения России на Украину, Рыбинский завод приборостроения включён в санкционный список Украины так как осуществляет «производство, ремонт и техническое обслуживание продукции военного назначения, которая использовалась Россией во время незаконного вторжения в Украину в 2022 году».
11 апреля 2023 года завод попал под санкции Канады как «организация причастная к войне Путина». В санкционный список Канады также был включён руководитель завода Андрей Комогорцев, ранее попавший под санкции Украины.

## Руководители
- Вилков Григорий Семёнович (директор завода с 1951 по 1957 год)
- Крейцберг Николай Алексеевич (директор завода с 1957 по 1959 год)
- Берколайко Израиль Хаймович (директор завода с 1959 по 1961 год)
- Турпитко Андроник Иванович (директор завода с 1961 по 1971 год)
- Гусев Виталий Осипович (директор завода с 1971 по 1986 год)
- Лысов Анатолий Петрович (директор завода с 1986 по 1996 год)
- Крундышев Николай Сергеевич (директор завода с 1996 по 2019 год)
- Комогорцев Андрей Сергеевич (директор завода с 2019 года)